# Quintinus Tauler
Quintinus Tauler OFM, též Kvintius Tauler byl český františkán a teolog činný v 2. polovině 15. století. Podle Balbína působil v roce 1481 jako brněnský kvardián. V této funkci a v tomtéž roce měl napsat dle Balbína „velmi zbožný“ traktát de tribus animae statibus (o třech stavech duše), jeho případné dochování zatím není známo.